# Peña de los Parra
Peña de los Parra, legendariskt musikcafé på adressen Carmen 340 i centrala Santiago de Chile.
Det grundades 1965 av syskonen Angel och Isabel Parra efter förebild från de franska musikcaféerna som de stött på i Paris. Under åren 1965-1969 var peñan en samlingsplats för de ledande unga musikerna i Nueva Canción Chilena, av vilka Patricio Manns, Rolando Alarcón, Victor Jara och syskonen Parra, Ángel Parra och Isabel Parra, var de mest kända. Idag är lokalen ett kulturcentrum.